# Paul Michel Gabriel Lévy
Pour les articles homonymes, voir Lévy et Paul Lévy.
Paul Michel Gabriel Lévy (Ixelles, 27 novembre 1910 - Sainte-Ode, 16 août 2002) fut journaliste et professeur à l'Université catholique de Louvain.

## Biographie
Paul Lévy, fils d'Isidore Lévy et d'Hélène Duivepart, épousa en 1935 Simone Joniaux (1911-2001). Il devint ingénieur commercial et licencié en sciences économiques (ULB). Il professa à l'UCL et à l'Université de Strasbourg.
Avant la guerre il dirigea les services d'information de l'INR. Sous l'occupation, refusant de collaborer à une radio sous le contrôle de l'occupant il fut démis et incarcéré au camp de concentration du fort de Breendonk. Libéré en 1941 et placé sous la surveillance de la Kommandantur de Bruxelles, il parvint en juillet 1942 à gagner Londres pour y rejoindre le premier commandant de la résistance intérieure à la tête de l'Armée de la Libération (Belgique), le ministre Antoine Delfosse, lui-même échappé de Belgique en 1942. Adjoint de Delfosse au ministère de la justice du gouvernement belge en exil, Paul M.G. Levy parla sur les ondes des émissions de la B.B.C. à destination de la Belgique occupée (Radio Belgique), mais travailla principalement au sein de la 'Commission belge pour l'étude des problèmes d'après-guerre'. À ce titre, il fonda la 'Mission Samoyède' qui prépara la reprise des ondes belges à la libération du pays.
Après la Libération, et bien que de tendance socialiste, il milita dans le nouveau parti UDB. Aux élections de 1946, par les caprices de l'apparentement, il fut élu député de l'arrondissement de Nivelles, seul député élu pour ce parti. Il donna aussitôt sa démission et retourna à la radio.

## Le drapeau européen
Il devint ensuite le premier directeur de l'information et de la presse du Conseil de l’Europe. Il s'occupa notamment de la question du drapeau du Conseil qui, dans sa version définitive (douze étoiles d'or sur champ d'azur) devait devenir, trente et un ans plus tard, le drapeau des Communautés européennes puis celui de l'Union européenne, universellement connu aujourd'hui comme le drapeau européen.
Paul Lévy était d'origine juive, mais s'était converti au catholicisme pour avoir survécu à la guerre, tout en refusant d'être étiqueté et affirmant qu'il s'agissait d'une affaire privée qui ne regardait que Dieu et lui-même. Certains ont cru discerner une influence religieuse catholique dans le drapeau européen. 
Lévy a démenti cette version. Il a confirmé que l'inspiration indiquée par Arsène Heitz, le dessinateur probable du drapeau, n'était connue ni de lui ni des autres preneurs de décision, et a affirmé être celui qui avait finalisé la réduction du nombre d'étoiles à douze, après une première proposition sans succès qui en contenait quinze.
Paul Lévy devint président (honoraire) du Mémorial national du Fort de Breendonk, le camp de concentration dans lequel il avait été emprisonné. Il n'encouraga pas l'inclusion dans la mémoire de la présence de centaines de prisonniers Juifs à Breendonk. Il fut également vice-président du Conseil supérieur de statistique. Il fut fait citoyen d'honneur de Gembloux et de Brumath. Il fut aussi gouverneur du 217e district du Rotary International.
Il obtint en 2000 concession de noblesse, avec le titre personnel de baron. Sa devise était Amor Omnia Vincit.
En 2005, un rond-point a été nommé en son honneur, à quelques mètres de l'endroit où il habita, qui a été l'occasion de revenir sur sa biographie.